# Кнедле
Кнедле су врста десерта, који се у Србији најчешће прави са шљивама или кајсијама. Кнедле су посластица округластог облика, направљене од куваног теста на бази кромпира и брашна, у средини кога се налази најчешће шљива или кајсија. Тако скуване кнедле, уваљају се у презле пропржене на путеру. Служе се посуте шећером, и евентуално циметом.
Гомбоце су сличне кнедлама и верује се да потичу оригинално из Мађарске где се зову Szilvásgombóc, али овај слаткиш својатају и Пољаци и Чеси, Хрвати, Словаци и Срби.